# Adoxophyes melichroa
Adoxophyes melichroa es una especie de polilla del género Adoxophyes, tribu Archipini, subfamilia Tortricinae.

## Distribución
Se distribuye por Australia (Queensland).

## Taxonomía
Fue descrita por Lower en 1899 y publicada en Proceedings of the Linnean Society of New South Wales 24: 92.